# Cecil (Georgia)
Cecil – miasto w Stanach Zjednoczonych, w stanie Georgia, w hrabstwie Cook.